# 黃斑擬白魚
黃斑擬白魚（学名：Alburnoides maculatus）為輻鰭魚綱鯉形目雅羅魚科擬白魚屬的其中一種，被IUCN列為易危保育類動物，分布於歐洲烏克蘭、克里米亞半島淡水流域，體長可達7.3公分，棲息在礫石底質的河川底中層水域，生活習性不明。

## 扩展阅读
維基物種上的相關：黃斑擬白魚